# 15. prosinca
15. prosinca (15. 12.) 349. je dan godine po gregorijanskom kalendaru (350. u prijestupnoj godini).
Do kraja godine ima još 16 dana.

## Događaji
- 1891. – James Naismith izumio je košarku.
- 1970. – Sovjetska svemirska sonda Venera 7 stigla je do Venere i 23 minute emitirala podatke na Zemlju.
- 1991. – Hrvatske snage oslobodile sela daruvarskog područja – Nova Krivaja, Puklica, Donje Cjepidlake, Gornje Cjepidlake i Đulovac.[1]
- 1992. – U prostorijama župne crkve u Novoj Biloj, koja je opkoljenim Hrvatima Lašvanske doline služila za zbrinjavanje ranjenika još od 19. listopada 1992., službeno osnovana ratna crkva-bolnica nazvana Franjevačka bolnica "Dr. fra Mato Nikolić"
- 2002. – Sazvano krovno tijelo hrv. manjine u Srbiji na elektorskoj skupštini, HNV. Slavi se kao nacionalni blagdan hrvatske manjine u Srbiji
- 2007. – Dubrovačka plivačica Sanja Jovanović na EP u kratkim bazenima u Debrecinu osvojila povijesno zlatno odličje za hrvatsko plivanje, otplivavši 50 m leđno za 26.50 sekundi, što je u tom trenutku bio novi svjetski rekord. Stari rekord, kineskinje Li Hui nadmašila je za 38 stotinki.
- 2020. – Hrvatska ženska rukometna reprezentacija na Europskom rukometnom prvenstvu u Danskoj svladala Njemačku rezultatom 23:20 i tako ušla u svoje prvo povjesno polufinale.

| - 37. – Neron, rimski car († 68.) - 1760. – Stjepan Korolija, zagrebački kanonik, pisac, prevoditelj († 1825.) - 1832. – Gustave Eiffel, francuski inženjer († 1923.) - 1852. – Antoine Henri Becquerel, francuski fizičar († 1908.) - 1859. – Lazar Ludvig Zamenhof, poljski liječnik, filolog, tvorac međunarodnog jezika esperanta († 1917.) - 1860. – Niels Ryberg Finsen, danski znanstvenik († 1904.) - 1869. – Henri Matisse, francuski slikar († 1954.) - 1879. – Rudolf von Laban, austrougarski plesač († 1958.) - 1928. – Friedensreich Hundertwasser, austrijski slikar († 2000.) - 1930. – Antonietta Meo, talijanska službenica Božja († 1937.) - 1934. – Stanislav Šuškevič, bjeloruski političar i znanstvenik († 2022.) - 1949. – Don Johnson, američki filmski glumac - 1952. – Katja Zubčić, hrvatska glumica - 1986. – Keylor Navas, kostarikanski nogometni vratar - 1996. – Oleksandr Zinčenko, ukrajinski nogometaš | - 1025. – Bazilije Bugaroubojica bizantski car (* 958.) - 1890. – Bik Koji Sjedi, veliki poglavica plemena Hunkpapa Sioux, vođa 3500 ratnika iz raznih plemena do pobjede u bitci kod Little Big Horna (* oko 1831.) - 1941. – Drinske mučenice, pet časnih sestara Družbe kćeri Božje ljubavi, koje su ubili četnici - 1944. – Vasilij Kandinski, ruski slikar (* 1866.) - 1950. – Vallabhbhai Patel, indijski političar (* 1875.) - 1966. – Walt Disney, američki crtač animiranog filma i producent (* 1901.) - 1991. – Tomislav Pejić, hrvatski zagonetač (* 1957.) - 2020. – Alem Ćurin, hrvatski strip-autor (* 1953.) |

## Blagdani i spomendani
- Drinske mučenice